# Mike Brown (motociclista)
Mike Brown   (Bluff City, 1 de maig de 1972) és un antic pilot professional de motocròs i enduro nord-americà. Pel que fa al motocròs, en va guanyar un Campionat AMA, tres Grans Premis del campionat del món i un Campionat britànic. Competint en endurocross (també anomenat enduro indoor), va guanyar diverses medalles als X Games. A banda, va guanyar una edició del WORCS, un campionat semblant al Grand National Cross Country que consta de curses a mig camí del motocròs i l'enduro de dues hores de durada.

## Biografia
Brown va guanyar la seva primera cursa professional de motocròs el 1994. Els anys 1999 i 2000 va quedar tercer al Campionat del Món de motocròs de 125cc. El 2001, tornat als Estats Units, va guanyar el campionat AMA de 125cc amb Kawasaki. El 2006, competint amb Suzuki, va acabar vint-i-novè a la classe MX Lites i quinzè a la classe MX. El 2007 va tornar a Europa per a competir al mundial de MX1, on acabà el setè amb Honda.
Un cop retirat del motocròs, Brown es va dedicar a competir en endurocross. El 2009 va guanyar la primera edició que disputava de les World Off Road Championship Series (WORCS), esdevenint el primer després de Mike Kiedrowski a guanyar un Campionat AMA de motocròs i un títol internacional de motociclisme fora d'asfalt. El 2011 va competir a la prova de motocròs dels X Games i hi va guanyar la medalla d'argent. L'any següent, va guanyar la medalla d'or d'EnduroX (endurocross) als X Games. Brown va guanyar una altra medalla d'argent d'EnduroX als X Games de Los Angeles del 2013 i una d'or als X Games d'Austin del 2015.
Mike Brown és un dels personatges disponibles al videojoc de motocròs del 2004 MTX: Mototrax, així com al videojoc del 2001 Mx Rider.

## Palmarès
- 1 Campionat AMA de motocròs 125cc (2001)
- 1 Campionat britànic de motocròs MX2 (2007)
- 1 World Off Road Championship (2009)
- 2 Medalles d'or en EX als X Games (2012, 2015)
- 5 Campionats del món de motocròs per a veterans (3 x Over 40, 2 x Over 50)